# Podoschistus scutellaris
Podoschistus scutellaris är en stekelart som först beskrevs av Desvignes 1856.  Podoschistus scutellaris ingår i släktet Podoschistus och familjen brokparasitsteklar. Arten är reproducerande i Sverige. Inga underarter finns listade i Catalogue of Life.